# 山科言国
山科 言国（やましな ときくに）は、室町時代後期から戦国時代にかけての公卿。『言国卿記』の著者。

## 経歴
山科家庶流・山科保宗の子として誕生。正室は高倉永継の娘。
本家の山科顕言が寛正3年（1462年）、嗣子無きまま没したため、その養子となり家督を相続した。官位は権中納言。
連歌、絵双六、将棋、囲碁などの遊芸に熱中したことが日記に書かれ、阿弥衆の碁の上手の重阿弥とも対局している。

## 系譜
- 父：山科保宗
- 母：不詳
- 養父：山科顕言
- 妻：高倉永継の娘
  - 男子：山科定言（1476-1494） - 夜盗に襲われ死亡
  - 男子：山科言綱（1486-1530）
- 生母不明の子女
  - 女子：白山長吏澄明法印の妻、澄祝法印の母